# Gai Celi Caldus (cònsol 94 aC)
Gai Celi Caldus (llatí: Gaius Cælius Caldus) va ser un magistrat romà. Formava part de la gens Cèlia, una família romana d'origen plebeu.
Era contemporani de Luci Licini Cras, l'orador. Ningú de la seva família no havia aconseguit encara cap de les magistratures importants, i per la seva activitat i eloqüència, encara que com a orador no semblava massa destacat, va intentar ser qüestor, però no en va ser elegit. Poc després, l'any 107 aC, va ser nomenat tribú de la plebs. Durant el seu mandat com a tribú es va establir la Lex Caelia tabellaria que anava dirigida contra el legat Gai Popil·li, i que regulava la manera de votar a les corts de justícia pels casos d'alta traïció (majestas). Els vots s'havien de donar mitjançant tauletes (tabellae). Ciceró afirma que Caldus va lamentar tota la seva vida d'haver proposat aquesta llei, ja que va ser vergonyosa per a la república.
L'any 94 aC va ser elegit cònsol amb Luci Domici Ahenobarb buscant un competidor d'alt rang tot i que ell era un homo novus, un novell en política. Després del seu consolat va obtenir Hispania (una de les Hispànies) com a província, probablement la Citerior o Tarraconense.
Durant la guerra civil entre Màrius i Sul·la l'any 83 aC va donar suport a Màrius i juntament amb Gai Carrines i Luci Juni Brutus va intentar evitar que Gneu Pompeu aportés les seves legions a Sul·la, però com que no van actuar conjuntament, Pompeu va atacar l'exèrcit de Juni Brutus i no van poder impedir el pas de les legions pompeianes.